# Енглески спрингер шпанијел
Енглески спрингер шпанијел је компактан пас, типа шпанијел, средње величине, са упечатљивим, дугим ушима. Увијек позоран и пажљив, са типичним шпанијелским очима. Без обзира шта су урадили или шта желе да постигну, када гледају са својим паметним очима, могу добити све. Увијек су жељни да удовоље власника и лако их је тренирати. 
Име спрингер потиче од енглеске ријечи spring што значи изазвати наглу појаву, а у овом случају се „појава“ представља „истјеривање дивљачи“.

## Основно
- Величина легла 4 - 10 кучића
- Животни вијек 9 - 15 година
- Мужјак
  - Висина 48 - 56 cm
  - Тежина 20 - 25
- Женка
  - Висина 46 - 51 cm
  - Тежина 18 - 23

## Спољашњост
По изгледу, компактан пас, средње величине са дугим објешеним ушима. Једар и никако превише лаган, нити превише тежак. Реп се најчешће купира и стално је у покрету. Држање пса мора бити поносно, са равном линијом леђа, квадратног облика тијела (висина до гребена једнака дужини од гребена до леђа). Предње ноге су праве, а шапе компактне. Глава одаје снагу, префињеног је изгледа и не превише тешка, у доброј пропорцији са остатком тијела. Дужина главе треба да буде једнака дужини врата, са паралелним линијама њушке и лобање. Очи су или боје љешника или смеђе боје, у зависности од боје крзна. Уши су усађене у линији са очима и када се повуку према врху носа, досежу саму њушку. Зуби који су смјештени у снажној чељусти, морају имати маказасти преклоп. Длака на крзну је средње величине и може бити равна или таласаста са паперјастим дијеловима. Боја длаке је јетрено-жута и бијела, црно-бијела (са и без паљевине), плава (сива длака код паса се назива плавом) или јетрено смеђа. Бијели спрингери могу имати обојене флеке.
Постоје два типа спрингера: field и bench. Пољски тип (field) се најчешће узгаја за лов и најчешће имају бијело крзно и много је енергичнији. Бенч тип има мање длаке, и мирнијег је карактера. Бенчеви се узгајају за изложбе и чешће имају јетрене и црне боје крзна.

## Темперамент
Већина енглеских спрингера је умјерена, њежна и пријатељски расположена. Пси су друштвени и са људима, и са дјецом и са псима. Веома су интелигентни, вјешти и послушни. Пуни енергије у игри и лако се дају научити. Што је више могуће, желе да буду са власником тако да ће сваки повратак власника, наградити великом радошћу. Ако дуго буду остављани сами могу бити деструктивни и често лајати. Уобичајено је да су у добрим односима са другим љубимцима, осим евентуално, птицама и псима истог пола. У току прве године, потребно је мудро се опходити са псом, пошто је могуће да испоље благу тврдоглавост и агресивност, али све у циљу да од власника добију њежан, али чврст став.

## Здравље
Неке линије спрингера су подложне дисплазији кукова. Лако добијају на тежини, тако да се велика пажња мора обратити на начин и режим исхране. Такође су проблематичне очи, као и болести попут епилепсије. 
Ова раса, иако ријетко, може имати проблема са бијесом (Синдром бијеса), па наизглед нормалан пас, изненада подивља и нападне. Током напада пас не реагује на команде. У питању је посебна врста епилепсије и могуће је лијечити. Болест се може уочити тек од прве или друге године. Не мора значити да сваки мало агресивнији пас има проблема са синдромом бијеса, јер је уобичајено да млади спрингери тестирају карактер и чврстину власника. Они траже њежног, али чврстог вођу па је могуће да ће повремено испољавати агресивност према власнику како би добили онаквог власника каквог желе.

## Историја
Енглески спрингер шпанијел је једна од најстаријих раса ловачких паса у Британији. Њихови преци, доведени из Шпаније са римским легијама, заједнички су за већину шпанијела. У питању су шпанијели из средњег вијека и изумрли Норфолк шпанијели (неки тврде да су Енглески спрингери, у ствари, Норфолк шпанијели!). Услиједила су бројна укрштања са старим енглеским шпанијелима за воду (такође измрла раса). Енглески спрингер је отац свим шпанијелима, осим, евентуално, Кламберу. 1892. године, заједно са кокер шпанијелом, спрингер је признат као посебна врста, иако су се у то вријеме још увијек појављивали у истом лелглу. Почетком 20-ог вијека и официјелно је проглашена за најпопуларнију расу у Британији. У остатку Европе, ова је раса тек недавно почела да се користи у лову.

## Карактеристике расе

### Глава и лобања
Лобања средње дуга, сразмјерно широка, благо заобљена, пењућа од њушке, кобасичасте обрве и стоп подијељени са браздом између очију, која се пружа од предњег дијела главе до потиљне крврге, која не смије бити истакнута. Равни образи. Дужина њушке у правилном односу према лобањи, сразмјерно широка и дубока, добро исклесана испод очију. Усне средње дубоке и квадратичне. Добро развијене ноздрве.

#### Очи
Средње величине, бадемасте, нису буљаве нити упале, добро постављене (није видљив трећи очни капак), пажљивог, пријатељског израза. Боје тамнобраон. Непожељне су свијетле очи.

#### Уши
У облику режња, добре дужине и ширине, прилијежу прилично добро уз главу, усађене у висини очију. Лепо одлакане.

#### Зубало
Снажне вилице са перфектним, правилним и потпуним маказастим зубалом, при чему горњи сјекутићи без размака налијежу на доње.

### Врат
Добре дужине, снажан и мишићав, без подгушњака, благо заобљен, ка глави се сужава.

### Предње ноге
Равне, добре снаге костију. Лактови добро прилијежу уз тело. Јака, витка дошапља.

### Тијело
Снажно, ни дуго, нити кратко. Добро развијен дубок грудни кош. Добра заобљеност ребара. Снажне, благо заобљене, кратке и мишићаве слабине.

### Задње ноге
Добро спуштене. Кољена и скочни зглоб добро, али не претјерано угловани. Бутина широка, мишићава и добро развијена. Непожељни су лабави скочни зглобови.

### Шапе
Затворене, компактне, добро заобљене, са јаким испуњеним јастучићима.

### Кретање
Потпуно својственог начина. Предње ноге „бацају“ се равно из рамена, при чему су шапе, у слободном, благом стилу, добро напријед избачене. Скочни зглобови се добро убацују под тело, слиједећи предње ноге у једној линији. При спором кретању може да показује типично раванисање.

### Реп
Ниже усађен, никада ношен изнад леђне линије. Добро одлакан, живахно покретан. Може бити купиран.

### Длака
Густа, равна и отпорна на временске прилике, никада груба. Средња одлаканост на ушима, предњим ногама, телу и задњим ногама.

### Боја
Јетрена браон (бијела, црна), ијбела или свака ова боја са палежним ознакама.

## Савет одгајивача
Ова раса није подобна за живот у стану и потрено јој је барем двориште средње величине.
Енергија:  висока
Вјежбе и шетње: више од два сата дневно.
Ова раса обожава отворен простор и има довољно енергије да на њему проведе читав дан. Доста вјежбе и шетње је потребно да би се овај пас задовољио. Воле бити укључени у све активности породице, па је идеалан за веће сеоске породице. Послије дуже шетње и вјежбања, ће мирно лежати и спавати. Пси ове расе, углавном, воле да пливају, па је потребно на ово обратити пажњу ако се налазите у близини воде.
Стрес изазван остављањем самог пса у кући: средњи
Обичај да лају: средњи 
Транспорт: једноставан 
Ниво агресивности: средњи
Компатибилност са другим животињама:  висока
Компатибилност са дјецом: висока
Четкање и шишање: више пута седмично